# Koh-Lanta: Panamá
Koh-Lanta: Panamá fue un reality show francés, esta es la 4.ta temporada del reality show francés Koh-Lanta, transmitido por TF1 y producido por Adventure Line Productions. Fue conducido por Denis Brogniart y se estrenó el 2 de julio de 2004 y finalizó el 31 de agosto de 2004. Esta temporada fue grabado en Panamá, específicamente el archipiélago de las perlas y contó con 16 participantes. Philippe Bordier es quien ganó esta temporada y así obtuvieron como premio € 100.000 cada una.
Esta temporada contó con 16 participantes divididos en 2 tribus; la primera es la tribu Mogo representada por el color rojo y la segunda es Chapera representada por el color amarillo. Esta temporada duró 40 días.

## Equipo del Programa
- Presentadores: Denis Brogniart lidera las competencias por equipos y los consejos de eliminación.

## Participantes
| Participante                                   | Edad | Tribu Original | Tribu Mezclada | Tribu Fusionada             | Resultado Final              |
| ---------------------------------------------- | ---- | -------------- | -------------- | --------------------------- | ---------------------------- |
| Philippe Bordier Mecánico.                     | 38   | Mogo           | Mogo           | Unificada                   | Ganador de Koh-Lanta         |
| Linda Alario Gerente de una tienda.            | 32   | Chapera        | Mogo           | Unificada                   | 2.º lugar de Koh-Lanta       |
| Raphaël Andrès Soldador.                       | 40   | Mogo           | Chapera        | Unificada                   | 14.to Eliminado de Koh-Lanta |
| Romuald Lafite Instructor de Deportes.         | 26   | Mogo           | Chapera        | Unificada                   | 13.er Eliminado de Koh-Lanta |
| Amélie Grégoire Guía turístico.                | 25   | Chapera        | Chapera        | Unificada                   | 12.da Eliminada de Koh-Lanta |
| Alban Mbossoro Estudiante.                     | 27   | Mogo           | Chapera        | Unificada                   | 11.er Eliminado de Koh-Lanta |
| Sophie Eeckhout Obstetra.                      | 27   | Chapera        | Mogo           | Unificada                   | 10.ma Eliminada de Koh-Lanta |
| Catherine Ehret-Mader Dueña de una tienda.     | 36   | Chapera        | Mogo           | Unificada                   | 9.na Eliminada de Koh-Lanta  |
| Odile Héritier Actriz.                         | 57   | Chapera        | Chapera        | Unificada                   | Abandona Por lesión          |
| Guillaume Brauer Estudiante de Derecho.        | 20   | Mogo           | Mogo           | Unificada                   | 7.mo Eliminado de Koh-Lanta  |
| Nathalie Lapicque Profesora.                   | 25   | Chapera        | Chapera        |                             | 6.ta Eliminada de Koh-Lanta  |
| Jean-Bernard De Cools Ejecutivo bancario.      | 54   | Mogo           | Mogo           | 5.to Eliminado de Koh-Lanta |                              |
| Vicky Lemarie Emprendedora.                    | 26   | Chapera        | Chapera        | 4.ta Eliminada de Koh-Lanta |                              |
| Sabira Lamia Científica en computación.        | 23   | Chapera        | Mogo           | 3.ra Eliminada de Koh-Lanta |                              |
| Vidéli Dittmar Diseñador y escultor.           | 44   | Mogo           | Mogo           | Abandona Voluntariamente    |                              |
| Nelson Parente Mánager de jugadores de fútbol. | 36   | Mogo           |                | 1.er Eliminado de Koh-Lanta |                              |

## Desarrollo

### Competencias
| Episodio | Emisión              | Bienestar                  | Inmunidad     | Eliminado    | Salida |
| -------- | -------------------- | -------------------------- | ------------- | ------------ | ------ |
| 1        | 2 de julio de 2004   |                            | Chapera       | Nelson       | Día 4  |
| 2        | 9 de julio de 2004   |                            | Mogo          | Sophie       | Día 7  |
| 3        | 16 de julio de 2004  | Chapera                    | Chapera       | Sabira       | Día 10 |
| 4        | 23 de julio de 2004  | Chapera                    | Mogo          | Vicky        | Día 13 |
| 5        | 30 de julio de 2004  | Mogo                       | Chapera       | Jean-Bernard | Día 16 |
| 6        | 6 de agosto de 2004  | Mogo                       | Mogo          | Nathalie     | Día 19 |
| 7        | 13 de agosto de 2004 | Mogo                       | Amélie        | Guillaume    | Día 22 |
| 8        | 13 de agosto de 2004 | Romuald / Sophie           | Romuald       | Linda        | Día 25 |
| 9        | 20 de agosto de 2004 | Alban / Amélie             | Alban         | Catherine    | Día 28 |
| 10       | 20 de agosto de 2004 | Raphaël                    | Raphaël       | Sophie       | Día 31 |
| 11       | 27 de agosto de 2004 | Alban                      | Romuald       | Alban        | Día 34 |
| 12       | 27 de agosto de 2004 | Amélie                     | Romuald       | Amélie       | Día 37 |
| Episodio | Emisión              | Mensajes de prueba         | Consejo final | Ganador      | Salida |
| 13       | 31 de agosto de 2004 | Philippe / Linda / Raphaël | Linda         | Philippe     | Día 40 |

### Jurado Final
| Participante | Puesto     | Vota por |
| ------------ | ---------- | -------- |
| Odile        | 1° Miembro | Philippe |
| Catherine    | 2° Miembro | Philippe |
| Sophie       | 3° Miembro | Philippe |
| Alban        | 4° Miembro | Philippe |
| Amélie       | 5° Miembro | Isabelle |
| Romuald      | 6° Miembro | Philippe |
| Raphaël      | 7° Miembro | Philippe |

## Estadísticas Semanales
| Participante | Episodio  | Episodio  | Episodio  | Episodio  | Episodio  | Episodio  | Episodio  | Episodio  | Episodio  | Episodio  | Episodio  | Episodio  | Episodio  |
| Participante | 1         | 2         | 3         | 4         | 5         | 6         | 7         | 8         | 9         | 10        | 11        | 12        | 13        |
| ------------ | --------- | --------- | --------- | --------- | --------- | --------- | --------- | --------- | --------- | --------- | --------- | --------- | --------- |
| Philippe     | Salvado   | Gana      | Salvado   | Gana      | Salvado   | Gana      | Salvado   | Salvado   | Salvado   | Salvado   | Salvado   | Salvado   | Ganador   |
| Linda        | Gana      | Salvada   | Gana      | Gana      | Salvada   | Gana      | Salvada   | Eliminada | Reingresa | Salvada   | Salvada   | Salvada   | 2.º lugar |
| Raphaël      | Salvado   | Gana      | Salvado   | Salvado   | Gana      | Salvado   | Salvado   | Salvado   | Salvado   | Inmune    | Salvado   | Salvado   | Eliminado |
| Romuald      | Salvado   | Gana      | Salvado   | Salvado   | Gana      | Salvado   | Salvado   | Inmune    | Salvado   | Salvado   | Inmune    | Inmune    | Eliminado |
| Amélie       | Gana      | Salvada   | Gana      | Salvada   | Gana      | Salvada   | Inmune    | Salvada   | Salvada   | Salvada   | Salvada   | Eliminada |           |
| Alban        | Salvado   | Gana      | Salvado   | Salvado   | Gana      | Salvado   | Salvado   | Salvado   | Inmune    | Salvado   | Eliminado |           |           |
| Sophie       | Gana      | Eliminada | Reingresa | Gana      | Salvada   | Gana      | Salvada   | Salvada   | Salvada   | Eliminada |           |           |           |
| Catherine    | Gana      | Salvada   | Gana      | Gana      | Salvada   | Gana      | Salvada   | Salvada   | Eliminada |           |           |           |           |
| Odile        | Gana      | Salvada   | Gana      | Salvada   | Gana      | Salvada   | Salvada   | Salvada   | Abandona  |           |           |           |           |
| Guillaume    | Salvado   | Gana      | Salvado   | Gana      | Salvado   | Gana      | Eliminado |           |           |           |           |           |           |
| Nathalie     | Gana      | Salvada   | Gana      | Salvada   | Gana      | Eliminada |           |           |           |           |           |           |           |
| Jean-Bernard | Salvado   | Gana      | Salvado   | Gana      | Eliminado |           |           |           |           |           |           |           |           |
| Vicky        | Gana      | Salvada   | Gana      | Eliminada |           |           |           |           |           |           |           |           |           |
| Sabira       | Gana      | Salvada   | Eliminada |           |           |           |           |           |           |           |           |           |           |
| Vidéli       | Salvado   | Gana      | Abandona  |           |           |           |           |           |           |           |           |           |           |
| Nelson       | Eliminado |           |           |           |           |           |           |           |           |           |           |           |           |

- Simbología
- Competencia en Equipos (Día 1-20)

     El participante pierde junto a su equipo pero no es eliminado.
     El participante pierde junto a su equipo y posteriormente es eliminado.
     El participante gana junto a su equipo y continua en competencia.
     El participante es eliminado, pero vuelve a ingresar.
     El participante abandona la competencia.
Competencia individual (Día 21-40)
     Ganadora de Koh Lanta.
     El participante gana la competencia y queda inmune.
     El participante pierde la competencia, pero no es eliminado.
     El participante es eliminado de la competencia.

## Audiencias
| Episodio | Fecha de emisión       | Espectadores | Horario       |
| -------- | ---------------------- | ------------ | ------------- |
| 1        | «2 de julio de 2004»   | 6.200.000    | 20:45 - 22:30 |
| 2        | «9 de julio de 2004»   | 5.900.000    | 20:45 - 22:15 |
| 3        | «16 de julio de 2004»  | 5.600.000    | 20:45 - 22:15 |
| 4        | «23 de julio de 2004»  | 5.800.000    | 20:45 - 22:50 |
| 5        | «30 de julio de 2004»  | 5.400.000    | 20:50 - 22:05 |
| 6        | «6 de agosto de 2004»  | 5.700.000    | 20:45 - 22:15 |
| 7 y 8    | «13 de agosto de 2004» | 5.400.000    | 20:45 - 22:40 |
| 9 y 10   | «20 de agosto de 2004» | 6.090.000    | 20:45 - 22:05 |
| 11 y 12  | «27 de agosto de 2004» | 6.416.480    | 20:45 - 22:10 |
| 13       | «31 de agosto de 2004» | 8.300.000    | 20:45 - 22:00 |